# جون فانتي
جون فانتي (8 نيسان 1909 - 8 أيار 1983) (بالإنجليزية: John Fante) روائي أمريكي من أصل إيطالي ومؤلف قصص قصيرة وكاتب سيناريوهات. تُعد رواية إسأل الغبار أو Ask the Dust التي نشرت لأول مرة عام (1939) من أهم أعماله، وهي رواية شبه سيرة ذاتية تتحدث عن كاتب مغمور يدعى آرتورو بانديني، يكافح شروط الحياة الصعبة ويسعى لإثبات نفسه ككاتب، وتدور أحداثها في مدينة لوس أنجلوس الأميركية. وهي الرواية الثالثة ضمن سلسلة مؤلفة من أربع روايات بات تعرف فيما بعد برباعية بانديني The Bandini Quartet نسبة إلى بطل تلك الروايات آرتورو بانديني.

## حياته الشخصية
ولد جون فانتي في 8 يناير 1909 في مدينة دنفر عاصمة ولاية كولورادو الأمريكية، لأبوين إيطاليين هاجرا إلى هناك مطلع القرن العشرين. كان والده نيكولا فانتي (Nicola Fante) مُعاقراً كثير الشرب، وهو من بلدة ريتشيلا بيلينيا الواقعة في إقليم أبروتسو الإيطالي؛ بينما كانت والدته ماري كابولونجو (Mary Capolungo) كاثوليكية متدينة. اتسمت الفترة الأولى من حياة جون فانتي بالفقر والتحيز ضد المهاجرين كما تخللها اضطرابات عائلية انتهت بانفصال الأبوين. كل ذلك شكل فيما بعد الرؤية الأدبية وجملة الانفعالات والبعد التجريبي لأعماله والتي عالج في جلها معاناة الطبقة العاملة المهاجرة في تلك الحقبة الزمنية في أمريكا وتحديداً في لوس أنجلوس. تنقَّل فانتي بين العديد من المدارس الكاثوليكية في مدينتي دنفر وبولدر القريبتين من بعضهما، ثم التحق بجامعة كولورادو، لكنه لم يلبث أن ترك الجامعة وانتقل مع والدته للعيش في لوس أنجلوس الواقعة في ولاية كاليفورنيا عام 1929 وعمل في العديد من الأعمال إلى أن تفرغ للكتابة.
عام 1937 تزوج فانتي من جوس سمارت (Joyce Smart Fante) وهي شاعرة ومحررة متخرجة في جامعة ستانفورد، وكان لزوجته دوراً مهماً في مسيرته الأدبية، إذ أنها دعمته دعماً كبيراً، لاسيما في الفترة الأخيرة من حياته بعد أن أصيب بالمرض. وقد أنجبا أربعة أولاد.
في السنوات اللاحقة من حياته وتحديداً في 1955 شخص الأطباء إصابة جون فانتي بمرض السكري، وانتكست حالته بمرور السنين حتى فقد قدرته على الرؤية والمشي في عام 1978، الأمر الذي كان له أثر عميق على مسيرته الأدبية، إذ أن إنتاجه الأدبي تضاءل تضاؤلاً ملحوظاً في السنوات الأخيرة من عمره، حتى أنه من المعروف عن فانتي أنه قال: لو أنني كتبت عن هذه السنوات، فسيكون العنوان لما أكتبه "جحيم فانتي".
توفي جون فانتي في مدينة لوس أنجلوس في 3 مايو من عام 1983 عن عمر يناهز 74 عاماً.

## روابط خارجية
- جون فانتي على موقع IMDb (الإنجليزية)
- جون فانتي على موقع الموسوعة البريطانية (الإنجليزية)
- جون فانتي على موقع ألو سيني (الفرنسية)
- جون فانتي على موقع أول موفي (الإنجليزية)
- جون فانتي على موقع قاعدة بيانات الأفلام السويدية (السويدية)
- جون فانتي على موقع إن إن دي بي (الإنجليزية)
- جون فانتي على موقع ديسكوغز (الإنجليزية)
- جون فانتي على موقع قاعدة بيانات الفيلم (الإنجليزية)
- جون فانتي على موقع كينوبويسك (الروسية)